# Nicasio Álvarez de Cienfuegos
Nicasio Álvarez de Cienfuegos (Madrid, desembre de 1764 - Ortès, Occitània, 30 de juny de 1809), escriptor, periodista, poeta i dramaturg espanyol, de família asturiana.

## Biografia
Va estudiar en els Reials Estudis de San Isidro, i dret a les Universitats d'Oñate i Salamanca. En aquesta última va conèixer Juan Meléndez Valdés, qui el va iniciar en la poesia, si bé la inspiració de Cienfuegos és més intel·lectual que sensual. De tornada en Madrid va exercir d'advocat i es va fer amic de Manuel José Quintana, el gran poeta cívic. Alhora va publicar els seus versos i tragèdies. Va treballar també com a periodista i va arribar a ser oficial de la Secretària d'Estat, ingressant a més en la Reial Acadèmia Espanyola i en l'Orde de Carles III. La seva actitud davant els invasors francesos durant la Guerra del francès va causar que fos portat com a ostatge a França, on va morir afectat de tuberculosi.

## Obra
Encara que va ser influït pel neoclassicisme, és considerat com una de les principals figures de la transició cap al Romanticisme; posseïa a més una decidida consciència social, ja que va creure en una fraternitat i germanor universal de la mateixa manera que Ciceró i en la funció de la caritat dins de l'ordre social, com a mostra el seu poema En alabanza a un carpintero llamado Alfonso. La defensa de les classes treballadores que en aquesta obra fa ha estat vesteixi com un palès exemple de la mentalitat preromàntica. La seva lírica posseeix un vessant anacreòntica que para més en el moral que en el sensual. Intenta renovar l'anquilosada adjectivació neoclàssica (letargoso olvido, selvosas espesuras, musgoso frescor) inli preocupa el llenguatge i el ritme en els seus poemes, però no aconsegueix desfer-se de l'impostat llenguatge neoclàssic, que resulta retòric i fals.
Va escriure també per al teatre; va conrear la tragèdia a Pitaco, Idomeneo, Zoraida i La Condesa de Castilla, que va ser l'obra amb què es va donar a conèixer com a literat. També va escriure comèdia, com Las hermanas generosas, d'un sol acte.